# Tirpitz (slagskib)
 For alternative betydninger, se Tirpitz. (Se også artikler, som begynder med Tirpitz)
Tirpitz var et tysk slagskib. Det var opkaldt efter den tyske admiral Alfred von Tirpitz og var bygget efter det større søsterskib, Bismarck. Besætningen bestod af 90 officerer og 2.300 mand. Skibet kunne nå en fart på 31 knob, havde otte femten-tommers kanoner og var udstyret med op til fire Arado Ar 196 observationsfly. Ved nytår 1941/42 havde Tirpitz afsluttet sit træningsprogram og var klar til tjeneste.
Skibet var fra 1942 udstationeret i Norge og blev efter flere allierede angreb sænket ved Tromsø i 1944. Da skibet ikke var i ordinær tjeneste, men fungerede som opankret, flydende artilleri, var besætningen reduceret; af denne omkom 916, mere end halvdelen af det ombordværende mandskab.

## I Norge
Under anden verdenskrig blev skibet sendt til Norge som svar på de arktiske konvojer til Murmansk og de allieredes kommandoraid på Vågsøy. Efter sænkningen af Bismarck valgte flåden en anden sejlrute fra Østersøen. 12. januar sejlede Tirpitz gennem Kielerkanalen, og to dage senere forlod det i dybeste hemmelighed Wilhelmshaven, under destroyereskorte og i tåge. Det engelske admiralitet fik nærmest panik. Man havde for længst brudt den tyske sømilitære kode, men Tirpitz sejlede under total radiotavshed.
Men lørdag 17.januar 1942 fik en modstandsgruppe i Bergen oplyst, at Tirpitz lå i Åsenfjorden, en sidefjord på nordsiden af Trondheimsfjorden. Samme dag fik den sin radiosender opsat i "Dahms Elektriske" i Strandgaten 18, med pga. dårlige atmosfæriske forhold og rationering af elektriciteten var det først 23.januar, det lykkedes at få meldingen sendt til London. Beskeden blev formidlet til forsvarsminister Oskar Torp, som underrettede den norske eksil-regering. Churchill sendte 25.januar et notat til lord Ismay: "At ødelægge eller bare at skade dette fartøj ville på dette tidspunkt være søkrigens største dåd. Intet andet mål kan sammenlignes med det... Den søstrategiske situation hele verden over ville ændres, og herredømmet til søs ville være genvundet i Stillehavet… Hele krigens strategi knytter sig i denne tid til dette fartøj, som holder fire gange så mange britiske slagskibe lammet, for ikke at tale om de to nye amerikanske slagskibe, som holdes tilbage i Atlanten. Jeg betragter sagen af aller højeste vigtighed og betydning. Jeg kommer til at nævne den i kabinettet i morgen, og den må overvejes detaljeret i forsvarskomiteens møde tirsdag aften." En uge efter opankringen i Åsenfjorden lykkedes det RAF at tage de første fotos af skibet; og efter at det brød sin radiotavshed, kunne engelsk side følge skibet nærmest fra dag til dag gennem sit kendskab til den tyske kode.
I Norge holdt slagskibet til i fjorde og truede de allieredes arktiske konvojer. Truslen fra Tirpitz bandt mange af den britiske flådes skibe og ressourcer, og det blev derfor besluttet at prøve at sænke skibet, mens det lå i havn.
Det første forsøg på at sænke skibet havde koden "Operation Source" og fandt sted 20. september 1943 i Altafjorden i Nordnorge. Altafjorden var beskyttet i alle ender og kanter med kraftige kanoner, søminefelter, dybdebomber og ubådsnet. Desuden var Tirpitz omgivet af et torpedonet. Besætningen følte sig sikker.
Det var en risikabel operation, hvor de tophemmelige mini-ubåde (X-5, X-6, X-7) nåede frem, og placerede store mængder sprængstof under Tirpitz, der blev beskadiget. Flere mini-ubåde med besætning sank undervejs.
Efter at skibet var repareret, prøvede englænderne at bombe det fra luften, men det lykkedes kun at tilføje det overfladiske skader.

## Sænkningen
Tirpitz blev sænket af allierede bombefly den 12. november 1944 i Håkøybotn vest for Tromsø. Næsten 1.000 tyske sømænd omkom i den forbindelse.

## Konsekvenserne for krigen
Tirpitz fik aldrig vist sin slagkraft i kamp, men tilbragte det meste af tiden gemt i norske fjorde. Men skibets blotte eksistens fik stor indvirkning på de allieredes krigsførelse. Både i Nordishavet og Det Fjerne Østen fik det store konsekvenser.
Japanerne fik muligheden for at sænke to af briternes største og nyeste slagskibe, Repulse og Prince of Wales. De blev sendt til Singapore, da japanerne kom med i krigen i 1941, men måtte sejle uden flystøtte. Af briternes fem hangarskibe var kun det ene søklart, og det måtte holdes i hjemlige farvande for at passe på Tirpitz. Det resulterede i, at begge slagskibe blev sænket af japanske fly.
Konvoj PQ17 sommeren 1942 måtte ligeledes undgælde for de allieredes frygt for, at deres egene to slagskibe, et hangarskib og fire krydsere skulle komme i kamp med Tirpitz. Styrken var beregnet som ekstra eskorte for en konvoj på 43 handelsskibe på vej til Arkhangelsk.
Briterne fik besked om, at Tirpitz havde forladt gemmestedet i Altafjorden sammen med en slagkrydser og to lommeslagskibe. De allieredes slagskibe og krydsere blev derfor trukket tilbage med det resultat, at tyskerne fik sænket halvdelen af konvojen. Senere blev det klart, at Tirpitz først forlod Altafjorden dagen efter slaget var ovre.
En mindeplade for skibet er hængt op på Håkøy.

## Kunstig tåge som camouflage
Ved årringsdatering af træerne omkring Kåfjord viste mere end 60 % af træerne næsten ingen vækst i 1945. Både fyrre- og birketræer fik påvist skade. For at skjule Tirpitz blev der lavet kunstig tåge ved at blande klorsvovlsyre og vand om bord. Denne kemiske camouflage forurenede også skibets omgivelser. Virkningen aftog med afstanden fra skibet; men i Kåfjord var træerne først uskadte 4 km væk. Et træ voksede slet ikke ni år fra 1945. Træet, der stadig står og har nået en imponerende højde, kom sig; men det tog 30 år, før det udviste normal vækst igen.